# Coccophagus flavicorpus
Coccophagus flavicorpus är en stekelart som beskrevs av Husain och Agarwal 1982. Coccophagus flavicorpus ingår i släktet Coccophagus och familjen växtlussteklar. Inga underarter finns listade i Catalogue of Life.